# 彼得·霍恩 (橄榄球运动员)
彼得·霍恩（英語：Peter Horne；1989年10月5日—）是一位蘇格蘭橄欖球運動員。他是蘇格蘭國家橄欖球隊的一員，代表蘇格蘭參加了2015年世界盃橄欖球賽。